# Занди, Аббас
Аббас Занди (перс. عباس زندی‎; 3 июня 1930, Тегеран, Иран — 30 октября 2017, Тегеран, Иран) — иранский борец вольного стиля и тренер. Чемпион мира и Азиатских игр.

## Спортивная карьера
- Чемпион мира (1954).
- Чемпион Азиатских игр (1958).
- Выступал на трёх Олимпиадах (1948, 1952, 1956).

## Тренерская карьера
На двух Олимпиадах (1964, 1968) был главным тренером сборной Ирана по вольной борьбе.

## Интересные факты
На чемпионате мира 1954 года впервые иранские борцы завоевали золотые медали. Это были легковес Тофиг Джаханбахт и средневес Аббас Занди. Причем высоченный Занди в схватке с могучим шведом Акселем Грёнбергом проделал такой акробатический прием, который вошел в историю. Фотограф удачно снял момент броска. Эта фотография сотни раз была воспроизведена в мировой печати, не говоря уже об иранской. Иранская федерация борьбы, гордая своими успехами, заказала клише с этой фотографии. С тех пор знак иранской федерации борьбы — значок с изображением броска Аббаса Занди.— 